# Аустрија на Светском првенству у атлетици на отвореном 2013.
Аустрија је учествовала на Светском првенству у атлетици на отвореном 2013. одржаном у Москви од 10. до 18. августа. Репрезентација Аустрије је имала двојицу такмичара који су се такмичили у две дисциплини.
На овом првенству атлетичари Аустрије нису освојили ниједну медаљу. Није било нових националних, личних и рекорда сезоне.

## Учесници
Мушкарци:
- Андреас Војта — 1.500 м
- Герхард Мајер — Бацање диска

## Резултати

### Мушкарци
| Атлетичар     | Дисциплина   | Лични рекорд | Група    | Група      | Полуфинале           | Полуфинале           | Финале               | Финале       | Детаљи |
| Атлетичар     | Дисциплина   | Лични рекорд | Резултат | Место      | Резултат             | Место                | Резултат             | Место        | Детаљи |
| ------------- | ------------ | ------------ | -------- | ---------- | -------------------- | -------------------- | -------------------- | ------------ | ------ |
| Андреас Војта | 1.500 м      | 3:36,36      | 3:41,51  | 8 у гр. 2  | Није се квалификовао | Није се квалификовао | Није се квалификовао | 28 / 37 (38) |        |
| Герхард Мајер | Бацање диска | 65,24 НР     | 59,85    | 10 у гр. Б |                      |                      | Није се квалификовао | 18 / 30      |        |